# U.S. Chaos
U.S. Chaos ist eine amerikanische Punkrockband aus New Jersey. Sie gründete sich 1981. Die Band war eine der ersten US-amerikanischen Bands, die im Oi!/Streetpunk-style spielten. Die Bandmitglieder sind zwar keine Skinheads, sympathisieren aber mit der Szene. Ihre Lieder handeln oft von den gesellschaftlichen Missständen in der amerikanischen Gesellschaft.
Später lösten sie sich auf, um sich 1992 wiederzuvereinigen. U.S. Chaos sind auch heute noch (vor allem in den USA) sehr beliebt. Die Band ist bis heute noch aktiv und tritt häufig in ihrem Heimatland bei Konzerten auf.

## Diskographie
- We've Got the Weapons EP
- Eye For An Eye / Don't Wanna Live 7
- Complete Chaos LP (1996)
- You Can't Hear a Picture LP
- We Are Your Enemy